# Karl Friedrich Adler (Politiker)
Karl Friedrich Adler (* 8. September 1828; † 8. November 1883 in Treuen) war ein deutscher Rittergutsbesitzer und konservativer Politiker.

## Leben und Wirken
Der Sohn des Rittergutsbesitzers Friedrich Wilhelm Adler übernahm von seinem Vater das Rittergut Treuen unterer Teil. In einer Nachwahl wurde er am 3. August 1874 für den verstorbenen Karl Theodor Leistner im 43. ländlichen Wahlkreis in die II. Kammer des Sächsischen Landtags gewählt. Er trat sein Mandat am 2. Oktober 1874 an und gehörte der Kammer für den Rest des Landtags 1873/74 an. 1883 erlangte er nochmals im 44. ländlichen Wahlbezirk ein Landtagsmandat, starb jedoch bereits vor der Konstituierung des Landtags. In einer Nachwahl wurde am 15. November 1883 Wilhelm Zeidler zu seinem Nachfolger gewählt.